# Alice Bacon, Baroness Bacon
Alice Martha Bacon, Baroness Bacon, CBE (* 10. September 1909, nach anderen Quellen 1910 oder 1911, in Normanton, West Yorkshire, England; † 24. März 1993 ebenda) war eine britische Politikerin der Labour Party. Seit 1970 war sie als Life Peeress Mitglied des House of Lords.

## Leben
Bacon stammte aus West Yorkshire. Sie wurde als Tochter von Benjamin Bacon und dessen Ehefrau Rose Hannah Bacon, geb. Kingston, geboren. Sie hatte noch einen Bruder, Leonard. Die Angaben zu ihren Geburtsjahr schwanken zwischen 1909 und 1911. Ihr Vater war Bergarbeiter und Mitglied des Grafschaftsrates (County Council) für die Labour Party. Sie besuchte die Normanton Girls’ High School und das Stockwell Training College. Sie studierte als Externe an der London University. Sie arbeitete nach ihrer Ausbildung als Lehrerin.
Bacon wuchs in einem Elternhaus auf, das von der Labour Party geprägt war; der Eintritt in die Labour Party war für Bacon quasi eine Selbstverständlichkeit. Ihr politisches Talent wurde früh erkannt; der britische Labour-Politiker Herbert Stanley Morrison gehörte zu ihren Förderern. 1941 wurde sie Mitglied der Women’s Section des Parteipräsidiums (National Executive Committee) der Labour Party. Sie gehörte somit mit Anfang Dreißig zu den jüngsten Politikerinnen der Labour Party, die jemals eine solche Schlüsselposition erreichen konnten.
Bei den Britischen Unterhauswahlen 1945 wurde sie als Direktkandidatin der Labour Party im Wahlkreis Leeds North East gewählt und wurde Parlamentsabgeordnete für die Labour Party im House of Commons. Den Wahlkreis Leeds vertrat Bacon anschließend fast ein Vierteljahrhundert. Nach einer Neuordnung der Wahlkreise bei den Britischen Unterhauswahlen 1955 kandidierte sie fortan für den Wahlkreis Leeds South East. Diesen Wahlkreis vertrat sie als Parlamentsabgeordnete bis 1970; bei den Britischen Unterhauswahlen 1970 trat sie nicht mehr an. Zu ihren politischen Weggefährten im Wahlkreis Leeds gehörten Hugh Gaitskell, Denis Healey und der Gewerkschafter Charles Pannell, später Baron Pannell of the City of Leeds. Ihre 1963 im House of Commons anlässlich des Todes von Hugh Gaitskill gehaltene emotionale Rede erregte großes Aufsehen; sie sprach in ihrer Rede auch von Schattenseiten und sozialen Missständen in Leeds.
Bis 1970 war sie Mitglied im Parteipräsidium (National Executive Committee) der Labour Party; 1950–1951 war sie Vorsitzende des Parteipräsidiums. 1951 war sie Vorsitzende des Labour-Parteitags (Labour Party Conference) in Scarborough.
1964 wurde sie Staatsministerin (Minister of State) im Home Office. Dieses Amt hatte sie unter Frank Soskice und Roy Jenkins bis 1967 in der Regierung von Premierminister Harold Wilson inne. Von 1967 bis 1970 war sie Staatsministerin im Ministerium für Bildung und Wissenschaft (Department of Education and Science).
1953 wurde Bacon zum Commander des Order of the British Empire ernannt. 1966 wurde sie Mitglied des Privy Council. 1974 war sie Deputy Lieutenant of West Yorkshire. 1972 erhielt sie die Ehrendoktorwürde im Fach Rechtswissenschaften der University of Leeds.
Bacon war unverheiratet. Ihren Ruhestand verbrachte sie in Leeds. Sie starb im März 1993 im Alter von 81 Jahren.

## Mitgliedschaft im House of Lords
Am 14. Oktober 1970 wurde Bacon zum Life Peer ernannt und galt damit als eine Angehörige des britischen Hochadels. Gleichzeitig wurde sie Mitglied des House of Lords. Sie trug den Titel Baroness Bacon, of the City of Leeds and of Normanton in the West Riding of the County of York.
Ihre Antrittsrede hielt sie am 10. November 1970.
Im Hansard sind Wortbeiträge Bacons im House of Lords aus den Jahren von 1970 bis 1986 dokumentiert. Am 21. Januar 1986 meldete sie sich in der Debatte zum Stanley Royd Hospital: Food Poisoning Report letztmals zu Wort.

## Politische Positionen
Bacon gehörte dem „realpolitischen“ Flügel der Labour Party an. Sie vertrat einen praktischen, von Common Sense und dem Machbaren geprägten Sozialismus. Ideologische Indoktrinierungen durch den linken Parteiflügel lehnte sie ebenso ab, wie Einflüsse der Kommunisten oder Trotzkisten. Sie verstand sich als „pragmatische Vermittlerin und Moderatorin“.
Bacon war gemäß ihrem eigenen Selbstverständnis stets mehr Parteipolitikerin als Landespolitikerin. Während ihrer Mitgliedschaft im House of Lords zog sie sich mehr und mehr aus der aktiven Politik zurück, insbesondere nach dem Tode von Charles Pannell im Jahre 1974. Das House of Lords schien Bacon ungeeignet zur Umsetzung ihrer politischen Ziele. Sie engagierte sich fortan hauptsächlich im sozialen und caritativen Bereich. Sie organisierte Wohltätigkeitskonzerte, Weihnachtskonzerte und ähnliche Veranstaltungen, bei denen such Künstler und Mitglieder des britischen Königshauses auftraten. Merlyn Rees, Gaitskills Nachfolger im Wahlkreis Leeds, weckte ihr Interesse für Wohltätigkeitsarbeit in Nordirland, über religiöse Grenzen hinweg.